# Assemblea legislativa del Nebraska
L’Assemblea legislativa del Nebraska (anche nota come l’Unicamerale) è l’organo legislativo dello Stato del Nebraska. Essa si riunisce nel Campidoglio dello Stato del Nebraska.
Essa è composta da 49 senatori ed è rinnovata ogni due anni. I senatori sono eletti per un mandato di quattro anni e non possono più essere rieletti dopo due mandati consecutivi (8 anni).
Si tratta dell’unica Assemblea legislativa di uno Stato federato (ma non l’unica negli Stati Uniti, dove si ricordano anche il Consiglio del Distretto di Columbia, la Legislatura di Guam e la Legislatura delle Isole Vergini Americane) ad aver assunto l’assetto monocamerale, sebbene solo dal 1936, poiché essa nacque in realtà bicamerale. Pur essendo di tal forma, i suoi membri sono comunque chiamati “senatori”, in quanto il passaggio ad una sola camera è stato attuato tramite l’inusuale abolizione della camera bassa e la concentrazione di quest’ultima nella precedente camera alta.
Peculiarità della legislatura è altresì il fatto che la Costituzione dello Stato la prescriva ufficialmente come apartitica, rendendola così l’unica legislatura statale a non prevedere ufficialmente l’associazionismo partitico, condividendo tale status con le due camere della Legislatura delle Samoa Americane (Camera dei rappresentanti delle Samoa Americane e Senato delle Samoa Americane).